# گروه پورشه دیزاین
گروه پورشه دیزاین (انگلیسی: Porsche Design Group) شرکت طراحی آلمانی است، که در زمینه تولید پوشاک، کفش، ساعت، عینک، چمدان، کیف پول، سیگار برگ، عطر، جواهر، فندک، پیپ، قطب‌نما، چاقوی جیبی و انواع کالاهای لوکس فعالیت می‌نماید. 
شرکت پورشه دیزاین در سال ۱۹۷۲ توسط فردیناند آلکساندر پورشه راه‌اندازی شد. دفتر مرکزی این شرکت در شهر لودویگزوبورگ، آلمان قرار دارد.